# 2021 ve filmu
Toto je seznam filmů, jejichž premiéra proběhla v roce 2021.
Filmový rok 2021 poznamenala pandemie covidu-19, respektive ochranná opatření vlády proti šíření viru. Z toho důvodu byla již od podzimu 2020 v Česku veškerá kina zavřená. Distributoři byli nuceni odsunout plánované premiéry, někteří z nich umístili své filmy na placené videotéky jako Aerovod, Netflix, Amazon Prime nebo HBO Max. V polovině ledna 2021 došlo k poklesu nakažených a ke změně systému PES, podle kterého by se kina a divadla mohla otevřít již ve čtvrtém stupni, pro návštěvníky s očkováním nebo negativním testem. Podle Jana Bradáče, který vede síť kin CineStar a distribuční společnost Falcon, však toto opatření nic neřeší a podle jeho odhadů se kina otevřou nejdříve v březnu. V březnu 2021 však došlo ke zpřísnění restrikcí, došlo k tvrdému lockdownu a nouzový stav byl prodloužen do 11. dubna 2021. K otevření kin nakonec došlo až 24. května 2021. Multiplexy se v té době rozhodly ponechat svá kina zavřená kvůli zákazu prodeje občerstvení v kinech a otevřely se až v polovině června.
Distributoři se v době uzavření kin zaměřovali na vydání filmů i přes placené videotéky. Americké studio Warner Bros. se rozhodlo využít hybridní model distribuce: film nejdříve umístilo na měsíc na placenou videotéku a poté přešel do kin.

## České filmy

### Celovečerní filmy
(řazeno dle data plánované premiéry)
- Žáby bez jazyka, režie Mira Fornay (premiéra: 27. května 2021)
- Tichý společník, režie Pavel Göbl[8] (premiéra: 10. června 2021)
- Matky, režie Vojtěch Moravec (premiéra: 24. června 2021)
- Mstitel, režie Lucia Klein Svoboda (premiéra: 1. července 2021)
- Ubal a zmiz, režie Adam Hobzik (premiéra: 8. července 2021)
- Vyšehrad: Seryjál, režie Jakub Štáfek a Martin Kopp (premiéra: 8. července 2021)
- Mazel a tajemství lesa, režie Petr Oukropec (premiéra: 8. července 2021)
- Chyby, režie Jan Prušinovský (premiéra: 15. července 2021)
- Gump – pes, který naučil lidi žít, režie F. A. Brabec (premiéra: 22. července 2021)
- Prvok, Šampón, Tečka a Karel, režie Patrik Hartl[9] (premiéra: 29. července 2021)
- Okupace, režie Michal Nohejl (premiéra: 5. srpna 2021)
- Shoky & Morthy: Poslední velká akce, režie Andy Fehu (premiéra: 5. srpna 2021)
- Deníček moderního fotra, režie Jan Haluza (premiéra: 12. srpna 2021)
- Muž se zaječíma ušima, režie Martin Šulík (premiéra: 12. srpna 2021)
- Spící město, režie Dan Svátek (premiéra: 19. srpna 2021)
- Večírek, režie Michal Suchánek[10] (premiéra: 19. srpna 2021)
- Zátopek, režie David Ondříček[11] (premiéra 26. srpna 2021)
- Atlas ptáků, režie Olmo Omerzu (premiéra: 2. září 2021)
- Cesta domů, režie Tomáš Vorel (premiéra: 9. září 2021)
- Jedině Tereza, režie Jaroslav Fuit[12] (premiéra: 9. září 2021)
- Marťanské lodě, režie Jan Foukal (premiéra: 16. září 2021)[13]
- Zbožňovaný, režie Petr Kolečko (premiéra 23. září 2021)[14]
- Zrcadla ve tmě, režie Šimon Holý (premiéra: 30. září 2021)
- Minuta věčnosti, režie Rudolf Havlík[15] (premiéra: 30. září 2021)
- Myši patří do nebe, režie Jan Bubeníček (premiéra: 7. října 2021)[16]
- Láska na špičkách, režie Petr Zahrádka[17] (premiéra: 14. října 2021)
- Zpráva, režie Peter Bebjak (premiéra: 14. října 2021)
- Kryštof, režie Zdeněk Jiráský (premiéra: 21. října 2021)
- Moje slunce Mad, režie Michaela Pavlátová (premiéra: 21. října 2021)
- Kurz manželské touhy, režie Radek Bajgar (premiéra: 28. října 2021)
- Hrana zlomu, režie Emil Křižka (premiéra: 4. listopadu 2021)
- Lidi krve, režie Miroslav Bambušek (premiéra: 4. listopadu 2021)
- Přání Ježíškovi, režie Marta Ferencová (premiéra: 11. listopadu 2021)[18]
- Ztraceni v ráji, režie Fiona Ziegler (premiéra: 18. listopadu 2021)
- O Čertovi a jiné vánoční pohádky, režie Miroslav Zachariáš, Martin Otevřel, David Súkup, Petr Vodička, Šárka Váchová (premiéra: 25. listopadu 2021)
- Tady hlídáme my, režie Juraj Šajmovič (premiéra: 2. prosince 2021)

### Dokumenty
(řazeno dle data plánované premiéry)
- Alchymická pec, režie Adam Oľha a Jan Daňhel (premiéra: 27. května 2021)
- Jak Bůh hledal Karla, režie Vít Klusák a Filip Remunda (premiéra: 31. května 2021)
- Jan Jedlička: Stopy krajiny, režie Petr Záruba (premiéra: 27. května 2021)
- Vlci na hranicích, režie Martin Páv (premiéra: 3. června 2021)
- Nebe, režie Tomáš Etzler a Adéla Špaljová (premiéra: 14. června 2021)
- Nová šichta, režie Jindřich Andrš[19] (premiéra: 24. června 2021)
- Osobní život díry, režie Ondřej Vavrečka (premiéra: 26. června 2021)
- Na značky!, režie Mária Pinčíková (premiéra: 1. července 2021)
- Svéráz českého rybolovu, režie Ivana Pauerová Miloševičová (premiéra: 22. července 2021)
- Chci tě, jestli to dokážeš, režie Dagmar Smržová (premiéra: 5. srpna 2021)
- Zákon lásky, režie Barbora Chalupová (premiéra: 5. srpna 2021)
- Jan Werich: Když už člověk jednou je…, režie Miloslav Šmídmajer a Martin Slunečko (premiéra: 5. srpna 2021)
- Rekonstrukce okupace, režie Jan Šikl (premiéra: 23. srpna 2021)
- Každá minuta života, režie Erika Hníková (premiéra: 26. srpna 2021)
- Jednotka intenzivního života, režie Adéla Komrzý (premiéra: 2. září 2021)
- Stingl – Malý velký Okima, režie Steve Lichtag (premiéra: 9. září 2021)
- Manželství, režie Kateřina Hager a Asad Faruqi (premiéra: 9. září 2021)
- Láska pod kapotou, režie Miro Remo (premiéra: 16. září 2021)
- Karel, režie Olga Malířová Špátová (premiéra: 7. října 2021)
- Milan Kundera: Od Žertu k Bezvýznamnosti, režie Miloslav Šmídmajer (premiéra: 21. října 2021)
- Gorbačov. Ráj, režie Vitalij Manskij (plánovaná premiéra: 2. listopadu 2021)
- Sny o toulavých kočkách, režie David Sís (premiéra: 4. listopadu 2021)
- Jak jsem se stala partyzánkou, režie Vera Lacková (premiéra: 11. listopadu 2021)
- Můj život s Bohuslavem Martinů, režie Jakub Sommer (premiéra: 18. listopadu 2021)
- Budiž voda!, režie Karel Žalud (premiéra: 25. listopadu 2021)
- Muž zbavený tíže, režie Josef Císařovský (premiéra: 9. prosince 2021)

## Zahraniční filmy
(řazeno dle data plánované premiéry)
- Coming 2 America (premiéra: 4. března 2021 přes Amazon Prime[20])
- Godzilla vs. Kong (premiéra: 31. března 2021 přes HBO Max)[21]
- Mortal Kombat (premiéra: 23. dubna 2021 přes HBO Max)[21]
- Tom Clancy: Bez výčitek (premiéra: 30. dubna 2021 přes Amazon Prime Video)[21]
- Smolný pich aneb Pitomý porno (na VOD od 13. května 2021; premiéra v českých kinech: 2. září 2021)
- Cruella[22] (premiéra na Disney+: 28. května 2021)
- Oslo (premiéra: 29. května 2021 přes HBO Go)[23]
- Tiché místo: Část II[24] (česká premiéra: 10. června 2021)
- Život v Heights[25] (premiéra: 11. června 2021 přes HBO Max)
- Luca (česká premiéra: 17. června 2021)
- Rychle a zběsile 9 (česká premiéra: 17. června 2021)
- Nikdo[26] (premiéra: 24. června 2021)
- V zajetí démonů 3: Na Ďáblův příkaz (česká premiéra: 24. června 2021)
- Divoký Spirit (premiéra: 24. června 2021)
- Chlupáčci (česká premiéra: 1. července 2021)
- Očista navždy (česká premiéra: 1. července 2021)
- Spirála strachu: Saw pokračuje (česká premiéra: 1. července 2021)
- Annette (česká premiéra: 8. července 2021)
- Pod hvězdami Paříže (česká premiéra: 8. července 2021)
- Black Widow (česká premiéra: 8. července 2021)
- Effacer l'historique (česká premiéra: 8. července 2021)
- Na palubu! (česká premiéra: 8. července 2021)
- Zkrať to, zlato (česká premiéra: 8. července 2021)
- Moucha v kufru (česká premiéra: 15. července 2021)
- Mrazivá past (česká premiéra: 15. července 2021)
- Bože, ty seš hajzl (česká premiéra: 15. července 2021)
- Space Jam: Nový začátek (česká premiéra: 15. července 2021)
- Úniková hra: Turnaj šampiónů (česká premiéra: 15. července 2021)
- Zabijákova žena & bodyguard (česká premiéra: 15. července 2021)
- Raya a drak (česká premiéra: 15. července 2021)
- Croodsovi: Nový věk (česká premiéra: 22. července 2021)
- Rozhněvaný muž (česká premiéra: 22. července 2021)
- Teddy (česká premiéra: 22. července 2021)
- Snake Eyes: G.I. Joe Origins (česká premiéra: 22. července 2021)
- Expedice: Džungle (česká premiéra: 29. července 2021)
- Blackpink: The Movie (česká premiéra: 4. srpna 2021)
- Není zla mezi námi (premiéra: 5. srpna 2021)
- Sebevražedný oddíl (česká premiéra: 5. srpna 2021)[24]
- Králíček Petr bere do zaječích[27] (česká premiéra: 5. srpna 2021)
- Free Guy (česká premiéra: 12. srpna 2021)
- Respect (česká premiéra: 12. srpna 2021)
- Gunda (česká premiéra: 12. srpna 2021)
- Reminiscence (česká premiéra: 19. srpna 2021)
- Tlapková patrola ve filmu (česká premiéra: 19. srpna 2021)
- Temný dům (česká premiéra: 19. srpna 2021)
- Ainbo: Hrdinka pralesa (česká premiéra: 26. srpna 2021)
- Candyman (česká premiéra: 26. srpna 2021)
- Jabka (česká premiéra: 26. srpna 2021)
- After: Tajemství (česká premiéra: 2. září 2021)
- Shang-Chi a legenda o deseti prstenech (česká premiéra: 2. září 2021)[28]
- Mimi šéf: Rodinný podnik (česká premiéra: 2. září 2021)[29]
- Příběh Popelky (premiéra: 3. září 2021 přes Amazon Prime)
- Botticelli – Florencie a Medicejští (česká premiéra: 6. září 2021)
- Aalto: Architektura emocí (česká premiéra: 9. září 2021)
- Klícka (česká premiéra: 9. září 2021)
- Zhoubné zlo (česká premiéra: 9. září 2021)
- Rodinu si nevybereš (česká premiéra: 9. září 2021)
- Zelený rytíř (česká premiéra: 16. září 2021)
- Fellini a duchové (česká premiéra: 16. září 2021)
- Last and First Men (česká premiéra: 23. září 2021)
- Quo vadis, Aida? (česká premiéra: 23. září 2021)
- 100% Vlk (česká premiéra: 23. září 2021)
- Oasis Knebworth 1996 (česká premiéra: 23. září 2021)
- Mainstream (česká premiéra: 23. září 2021)
- Festival pana Rifkina (česká premiéra: 30. září 2021)
- Není čas zemřít[30] (česká premiéra: 30. září 2021)
- Supernova (česká premiéra: 30. září 2021)
- Titan (česká premiéra: 7. října 2021)
- Malířka a zloděj (česká premiéra: 7. října 2021)
- Miloval jsem svou ženu (česká premiéra: 7. října 2021)
- Nic ve zlým (česká premiéra: 7. října 2021)
- Ada (česká premiéra: 7. října 2021)
- Neznámý (česká premiéra: 14. října 2021)
- Venom 2: Carnage přichází[31] (česká premiéra: 14. října 2021)
- Vlk a lev: Nečekané přátelství (česká premiéra: 14. října 2021)
- Poslední souboj (česká premiéra: 21. října 2021)[24]
- Halloween zabíjí (česká premiéra: 21. října 2021)[24]
- Duna (česká premiéra: 21. října 2021)
- Začátek (česká premiéra: 21. října 2021)
- Rozbitý robot Ron (česká premiéra: 21. října 2021)
- Addamsova rodina 2 (česká premiéra: 28. října 2021)
- Miluj svého robota (česká premiéra: 28. října 2021)
- Pár správných lachtanů (česká premiéra: 28. října 2021)
- Paroží (česká premiéra: 28. října 2021)
- Paralelní matky (česká premiéra: 28. října 2021)
- Někdo na druhé straně (česká premiéra: 4. listopadu 2021)
- Eternals[32] (česká premiéra: 4. listopadu 2021)
- Poslední noc v Soho[26] (česká premiéra: 11. listopadu 2021)
- Soused (česká premiéra: 11. listopadu 2021)
- Drazí soudruzi! (česká premiéra: 17. listopadu 2021)
- Hlas lásky (česká premiéra: 18. listopadu 2021)
- U Petrovových řádí chřipka (česká premiéra: 18. listopadu 2021)
- Francouzská depeše Liberty, Kansas Evening Sun (česká premiéra: 18. listopadu 2021)
- Paříž, 13. obvod (česká premiéra: 18. listopadu 2021)
- Slalom (česká premiéra: 25. listopadu 2021)
- Encanto (česká premiéra: 25. listopadu 2021)
- Milenci (česká premiéra: 25. listopadu 2021)
- Král Richard: Zrození šampiónek (česká premiéra: 25. listopadu 2021)
- Přes hranici (česká premiéra: 25. listopadu 2021)
- Klan Gucci (česká premiéra: 25. listopadu 2021)
- Machr na 30 dnů (česká premiéra: 25. listopadu 2021)
- Resident Evil: Racoon City (česká premiéra: 2. prosince 2021)
- Benedetta (česká premiéra: 2. prosince 2021)
- Sněžit už nikdy nebude (česká premiéra: 9. prosince 2021)
- West Side Story[33] (česká premiéra: 9. prosince 2021)
- Dokud nás Bůh nerozdělil (česká premiéra: 9. prosince 2021)
- Monsta X: The Dreaming (česká premiéra: 9. prosince 2021)
- Spider-Man: Bez domova[34] (česká premiéra: 16. prosince 2021)[24]
- Dračí princezna (česká premiéra: 16. prosince 2021)
- Zpívej 2 (česká premiéra: 23. prosince 2021)
- Tři přání pro Popelku (česká premiéra: 23. prosince 2021)[35]
- The Matrix: Resurrections (česká premiéra: 23. prosince 2021)
- Šťastný nový rok 2: Dobro došli (česká premiéra: 30. prosince 2021)

### Březen
- Následky (USA; premiéra: 14. března 2021)

### Červen
- Clean (USA; premiéra: 19. června 2021)

### Září
- Západ slunce (USA; premiéra: 5. září 2021)